# Miguel Antonio Murillo
Miguel Antonio Murillo Rivas (Bogotà, 3 luglio 1988) è un ex calciatore colombiano, di ruolo attaccante.